# Concerto pour piano et instruments à vent

Le Concerto pour piano et instruments à vent a été écrit par Igor Stravinsky à Paris en 1923-1924. Une révision datant de 1950 a été faite.

## Contexte historique
Il est postérieur de quatre ans à ses Symphonies d'instruments à vent, qu'il composa à son arrivée à Paris après son séjour Suisse. Ces deux compositions sont le témoin de sa période dite néo-classique, rompant ainsi avec les accents russes de l'avant-guerre.
Ce concerto fait partie également d'un ensemble d'œuvres pour piano écrites vers la même époque pour être jouées par le musicien lui-même dans un but alimentaire. C'est le cas également du Capriccio pour piano et orchestre (1929), de sa sonate de 1924 et de sa Sérénade en la (1925)
L'orchestre est réduit à une série d'instruments à vent (deux flûtes, un piccolo, deux hautbois, un cor anglais, deux clarinettes, deux bassons, quatre cors, quatre trompettes, trois trombones et un tuba) accompagnée de timbales et de trois contrebasses. Cette forme inhabituelle, mêlant vents et piano, a eu cependant quelques précédents et successeurs dans la musique du XXe siècle. On peut citer le concerto de chambre d'Alban Berg, le premier mouvement du concerto pour piano no 2 de Béla Bartók.
Sa création a eu lieu à l'Opéra de Paris le 22 mai 1924 sous la direction de Serge Koussevitzky et avec le compositeur au piano.

## Structure
L'œuvre comprend trois mouvements et son exécution dure environ vingt minutes. 
1. largo – allegro - più mosso - maestoso
2. largo - più mosso - tempo primo
3. allegro – agitato – lento - stringendo